# أصدقاء الدروب
أصدقاء الدروب (باليابانية: のりもの王国ブーブーカンカン ، بالروماجي: Norimono ōkoku būbūkankan) هي سلسلة تعليمية يابانية، عُرِضت لأول مرة في عام 1997، وضمت 51 حلقة، وتُرجمت إلى العربية بواسطة مركز الزهرة وبُثّت عبر قناة سبيس تون.

## الممثلون
تغريد جرجور
لينا ضوا
زياد الرفاعي
سمر كوكش
مجد ظاظا
هزار الحرك
أميرة حديفي
هيثم قاسم
توفيق إسكندر
محمود عثمان
همسة الحايك
رفاة الخطيب
فداء المهندس
و
فاطمة سعد